# Múa cột

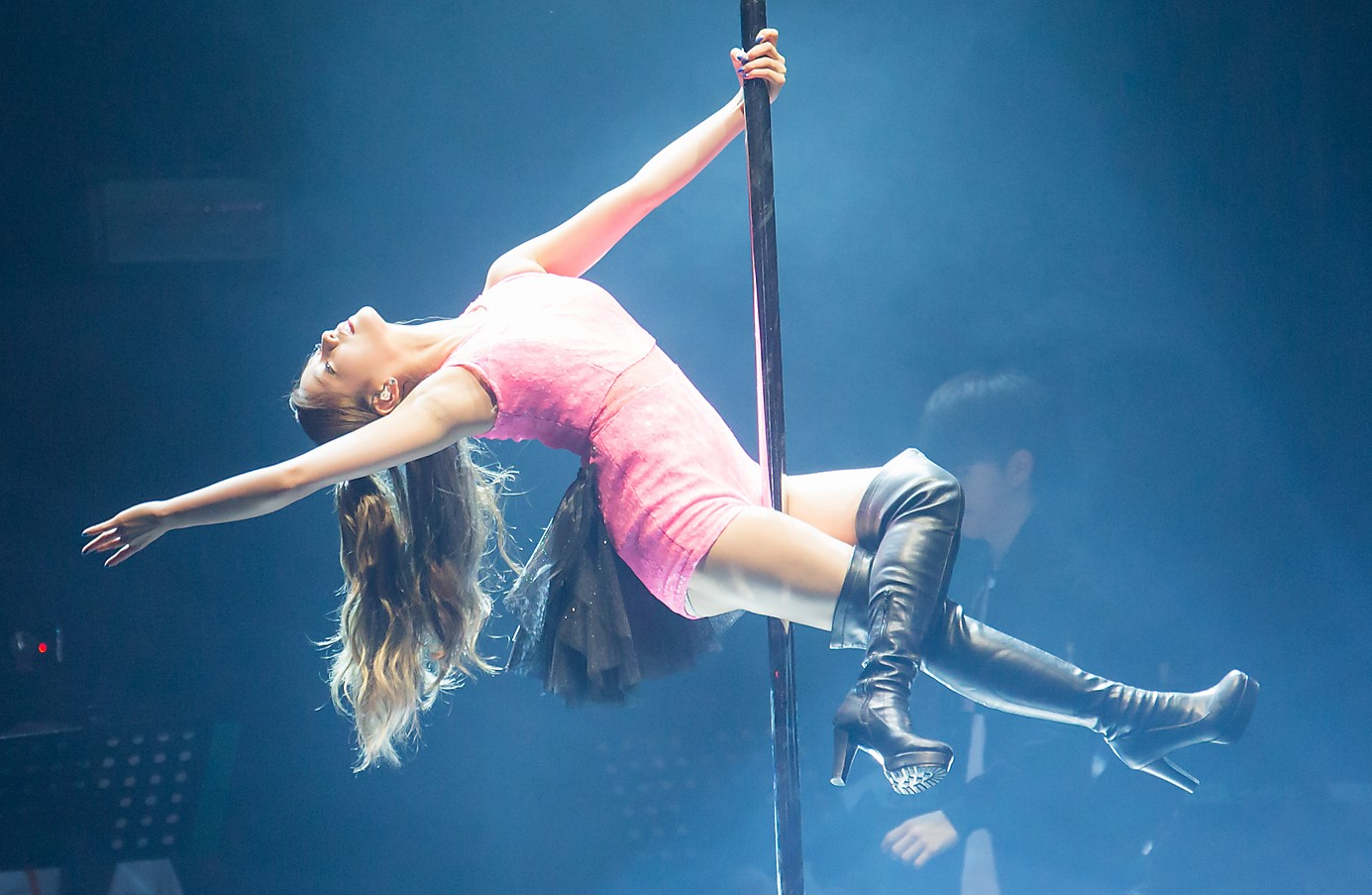
Một vũ công múa cột đang biểu diễn vào năm 2015

Múa cột là một môn nghệ thuật biểu diễn kết hợp giữa nhảy múa và nhào lộn trên một chiếc cột thẳng đứng. Loại hình nghệ thuật này không chỉ được biểu diễn trong các câu lạc bộ thoát y như một hình thức múa gợi tình mà còn được xem như là một hình thức thể dục chính thức trong các phòng tập thể dục và các phòng tập khiêu vũ chuyên nghiệp. Những người đam mê múa cột thường nằm ở mọi lứa tuổi, bất chấp phần lớn trong số họ là người lớn, nhưng điều đó không ngăn cản trẻ em học và biểu diễn môn nghệ thuật này trong các cuộc thi. Các cuộc thi múa cột nghiệp dư và chuyên nghiệp được tổ chức tại nhiều quốc gia trên thế giới.
Bên cạnh sự gợi cảm của cơ thể, múa cột đòi hỏi sự phối hợp và sức bền đáng kể của cơ bắp. Ngày nay, các màn biểu diễn múa cột của các vũ công thoát y có thể đa dạng, khác nhau từ những điệu xoay người cơ bản, thoát y trong các câu lạc bộ thân mật, đến các động tác thể thao như leo núi hay lộn ngược cơ thể trong các câu lạc bộ "hạng nặng" ở Las Vegas và Miami. Cụ thể, vũ công Remy Redd tại câu lạc bộ King of Diamonds từng gây chú ý với màn lộn ngược mình và treo hai chân lên trần nhà. Múa cột đòi hỏi sức mạnh và sự dẻo dai đáng kể. Phần trên cơ thể và sự ổn định của cơ thể là yêu cầu cần thiết để một vũ công múa cột đạt được sự thành thạo. Bên cạnh đó, họ cũng cần được hướng dẫn một cách thích hợp và trải qua quá trình đào tạo nghiêm ngặt.
Múa cột được coi là một hình thức tập luyện nơi người tập luyện có thể vận dụng các bài tập thể dục aerobic và anaerobic. Tại các trường học, múa cột cũng được công nhận là một môn học và được cấp bằng.